# Henry Correvon

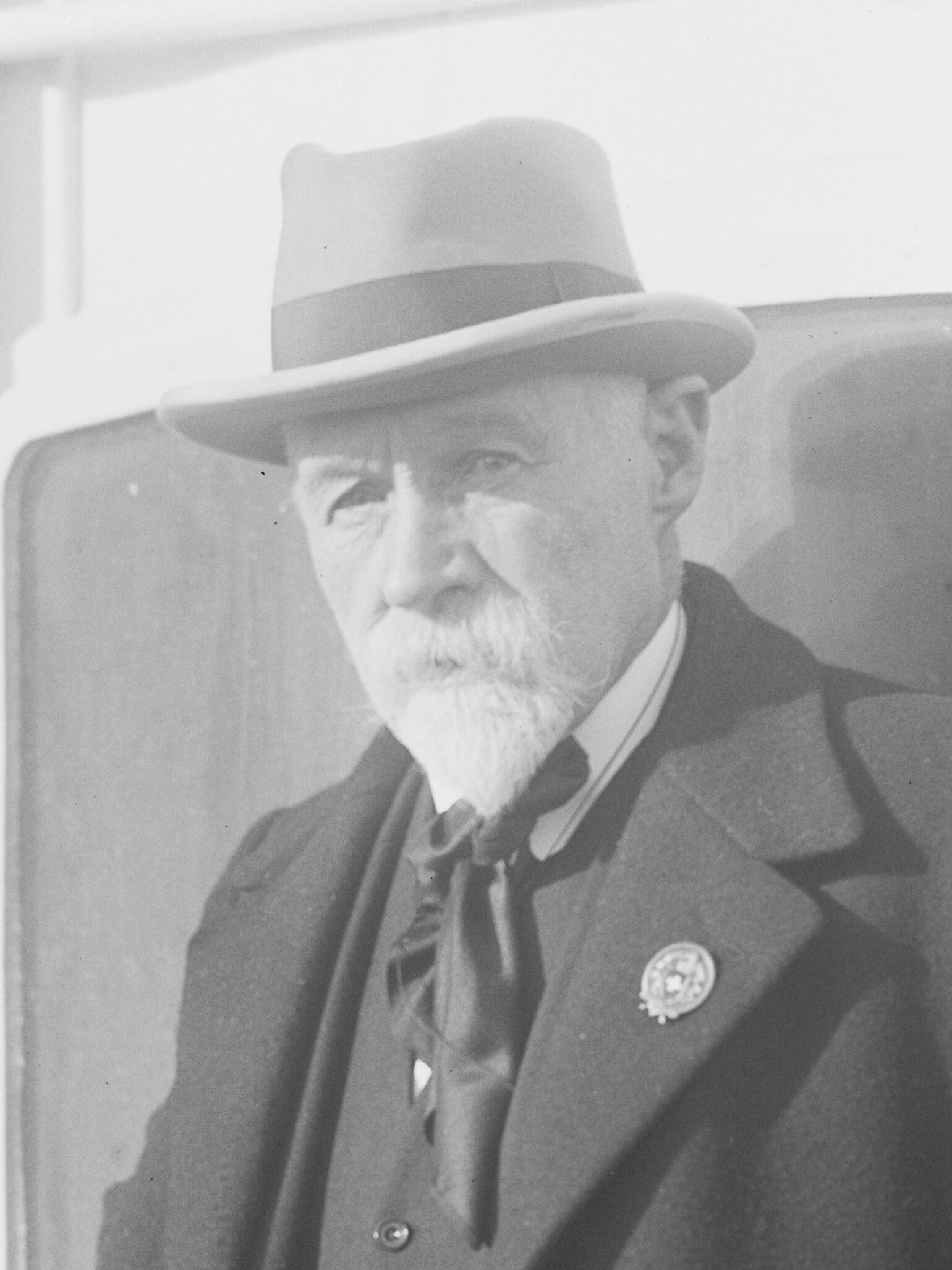
B

Henry Louis Correvon (Yverdon, 15 agosto 1854 – Herisau, 5 novembre 1939) è stato un naturalista e botanico svizzero, specialista della flora alpina.

## Biografia
Henry Correvon studiò a Ginevra, Zurigo, Erfurt e a Parigi. Proprietario dello stabilimento orticolo "Floraire" a Yverdon, fu uno specialista delle piante alpine e si prodigò per la loro protezione con l'istituzione dei giardini botanici in Svizzera, non solo con delle motivazioni scientifiche, ma anche economiche.
Fu direttore del giardino botanico La Linnea inaugurato nel 1889 a Bourg-Saint-Pierre sulla strada del Gran San Bernardo, del "Jardin alpin d'acclimatation" di Ginevra da lui creato nel 1896 in occasione dell'Esposizione nazionale, del "Ramberthia" sul Rochers de Naye e il 29 luglio 1897 partecipò al Piccolo San Bernardo all'inaugurazione del giardino botanico Chanusia dell'abate Chanoux, a cui tra l'altro diede il nome.

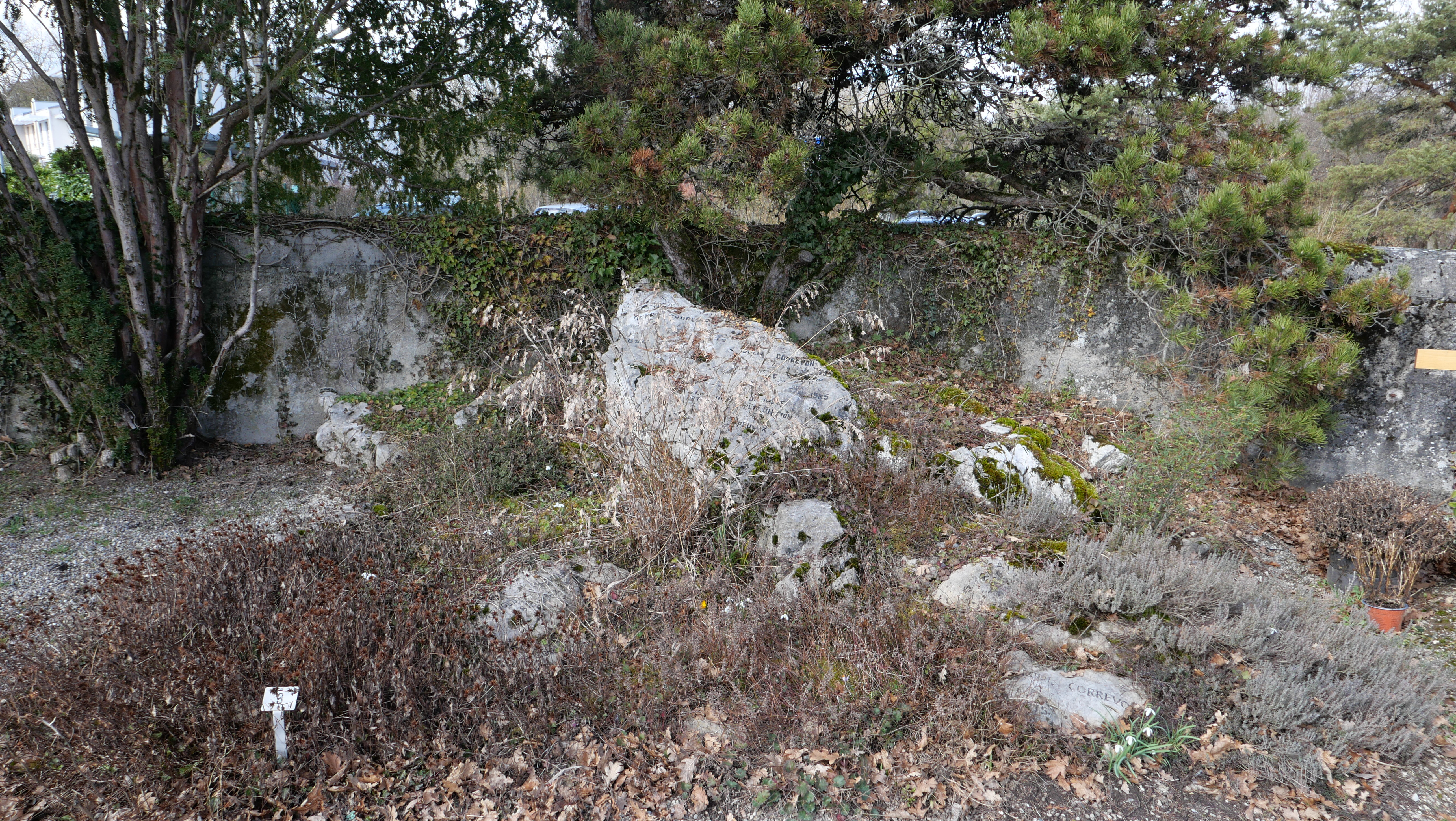
La tomba di Correvon nel cimitero di Chêne-Bourg

Autore di numerosi scritti, collaborò con diverse associazioni botaniche internazionali e con i più autorevoli botanici dell'epoca, come il citato abate Pierre Chanoux e Lino Vaccari, insegnante ad Aosta.
Nel 1911, con il botanico Andreas Sprecher von Bernegg scese in Italia, scalò il massiccio del Monte Tombea-Caplone a Magasa e ne descrisse la flora locale nel Journal de Genève e nella rivista del Club Alpino Italiano.
Fu tra i fondatori della Lega per la protezione delle piante alpine, che diventerà la Lega svizzera per la protezione della natura. Per meriti scientifici, nel 1931, l'università di Ginevra gli conferì la laurea honoris causa.

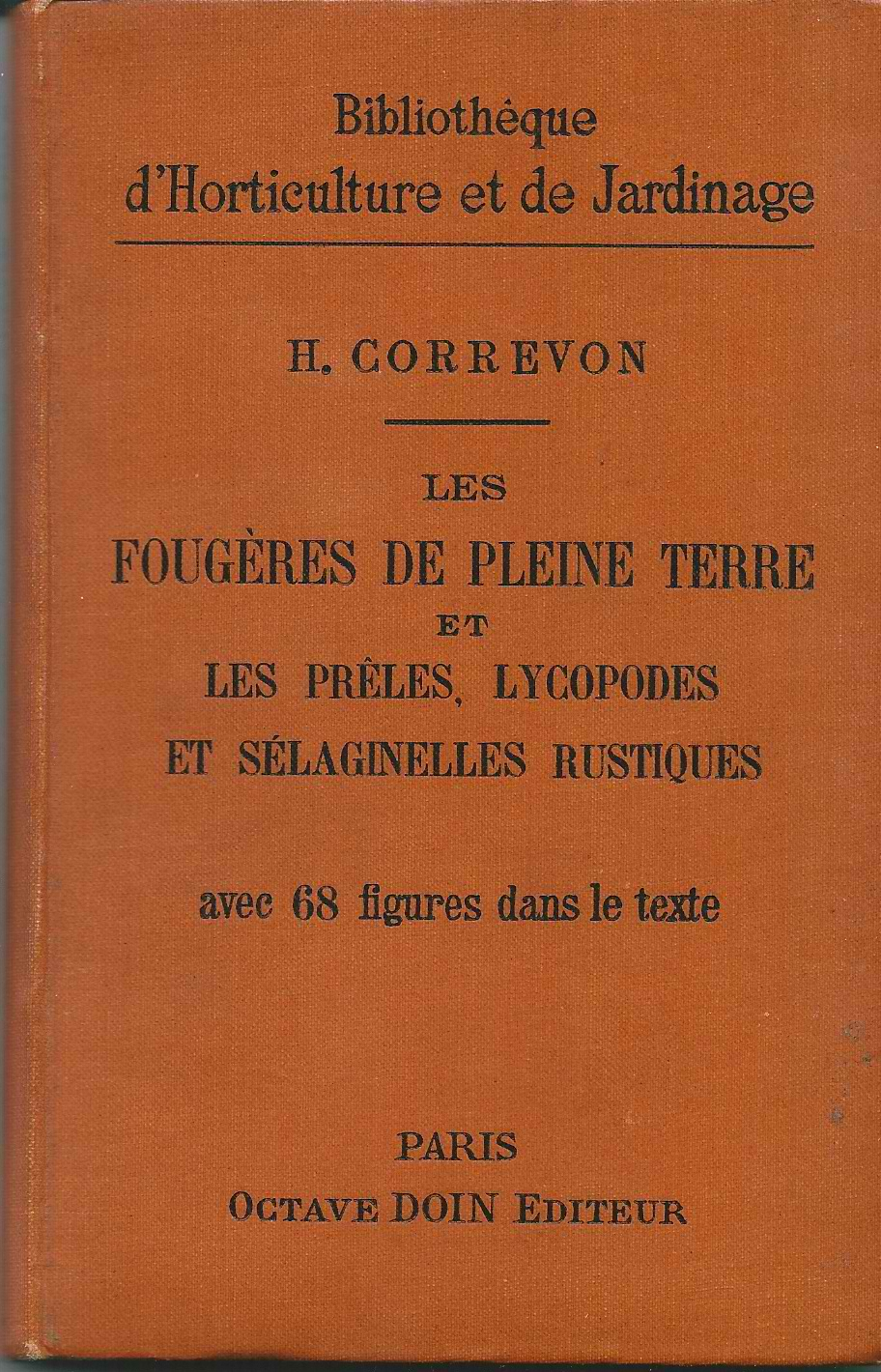
Les fougères de pleine terre et les prêles, lycopodes et sélaginelles rustiques

Morì a Herisau all'età di 85 anni.

## Scritti
- Les fougères rustiques, 1890
- Les orchidées rustiques, 1893
- Flora alpina tascabile per i turisti nelle montagne dell'Alta Italia, della Svizzera, della Savoja, del Delfinato, dei Pirenei, del Giura, dei Vosgi, etc., Note Tipografiche: Torino, Carlo Clausen, 1898
- Fleurs et montagnes, 1902
- Della cultura delle piante alpine nelle regioni secche e calde, Italia, 1904
- Nos arbres, 1906
- Flora alpina tascabile per i turisti delle Alpi e degli Appennini, 1907
- Con H. Massé,  Les iris dans les jardins ..., 1907
- Ferrovia elettrica Martigny-Orsières: [Guida illustrata], 1910
- Les plantes des montagnes et des rochers: leur acclimatation et leur culture ..., 1914
- Album des orchidées d'Europe, 1923
- Con vari autori, Icones florae Alpinae plantarum, 1924
- Con Leonard Barron, Rock Garden and Alpine Plants,  1930
- Champs et bois fleuris, 1965